# Ildo Lobo
Ildo Lobo (Pedra de Lume, Sal, 25 de Novembro de 1953 - 20 de Outubro de 2004) foi um famoso cantor e compositor cabo-verdiano.
A sua voz versátil e melódica e a sua poderosa presença em palco fizeram dele um dos maiores intérpretes de sempre de Cabo Verde. Conhecido desde sempre nas ilhas de Cabo Verde, e desde cedo também em Portugal, pelo seu trabalho na banda Os Tubarões, Ildo Lobo ficou internacionalmente famoso graças ao seu trabalho a solo, registado nos discos Nôs Morna, Intelectual e Incondicional.

## Biografia
Ildo Neves de Sousa Lobo nasceu em Cabo Verde, em Pedra do Lume, na Ilha do Sal, em 1953. 
Muda-se para a capital de Cabo Verde, a cidade da Praia com 17 anos para estudar. Três anos depois substitui o primo Luis Lobo no grupo Os Tubarões, do qual fará parte até à dissolução do grupo em 1994, altura em que dá inicio à sua carreira a solo. 
Em 1996, grava o seu primeiro disco a solo, no qual presta homenagem ao pai. 
Falece em  2004, no dia 20 de Outubro de ataque cardíaco. 

## Reconhecimento
Um dos seus maiores sucessos, a música Djonsinho Cabral, com letra de Rui Machado, faz parte da coletânea Música de Intervenção Cabo-Verdiana. 
O governo de Cabo Verde, presta-lhe homenagem, ao atribuir o seu nome ao antigo Palácio da Cultura da Praia, que passar a ser conhecido como Palácio da Cultura Ildo Lobo. 
Em 2024, foi inaugurada em Pedra de Lume, em frente à casa onde nasceu, uma silhueta em sua homenagem. 

## Discografia
Entre a sua discografia encontram-se: 
Com Os Tubarões 
- Pepe Lopi (1976)
- Tchon di Morgado (1976)
- Djonsinho Cabral (1979)
- Tabanca (1980)
- Tema para dois (1982)
- Os Tubarões (1990)
- Os Tubarões ao vivo ( 1993)
- Porton d’ nôs ilha (1994)

A solo 
- Nôs morna (1996)
- Intelectual (2001)
- Incondicional (2004)

## Ligações Externas
- RTP Palco | Documentário Ildo Lobo: A Voz Eterna de Cabo Verde, do realizador Maurício de Carvalho (2024)